# بوبوو
بوبوو (صربی: Bobovo}} یک منطقهٔ مسکونی در صربستان است که در Svilajnac واقع شده‌است.
 بوبوو  ۱٬۳۴۹ نفر جمعیت دارد.